# Galeichthys
Genre
Galeichthys est un genre de poissons-chats marins de l'ordre des Siluriformes. 

## Liste des espèces
Selon FishBase (29 octobre 2017) et World Register of Marine Species (29 octobre 2017) :
- Galeichthys ater (Castelnau, 1861) présent en Afrique du Sud et Namibie.
- Galeichthys feliceps (Valenciennes, 1840) dit barbillon blanc, endémique en Afrique du Sud, Namibie et Madagascar, présent également dans le golfe du Mexique[3].
- Galeichthys peruvianus (Lütken, 1874)
- Galeichthys trowi (Kulongowski[4], 2010)